# エド・フォーサイス
エド・フォーサイス (Edward James Forsyth ：エドワード・ジェームズ・フォーサイス、1887年4月30日 - 1956年6月22日) は、アメリカ合衆国・ニューヨーク州出身の元プロ野球選手 (MLB) である。1915年の1シーズンだけMLBでプレイした。

## 経歴
1915年10月2日、フェデラル・リーグの所属球団であるボルティモア・テラピンズの一員としてメジャーデビューを果たした (対戦相手はニューアーク・ペッパーズ) 。同試合には「1番・サード」で出場して1四球を選んだが、ヒットは放てなかった。メジャーで試合に出場したのは、この試合のみだった。
1956年6月22日、ニュージャージー州にあるホーボーケンで亡くなり、同州のジャージー・シティにあるホーリー・ネーム・セメトリー (Holy Name Cemetery) に埋葬された。

## 詳細情報

### 年度別打撃成績
| 年 度     | 球 団     | 試 合 | 打 席 | 打 数 | 得 点 | 安 打 | 二 塁 打 | 三 塁 打 | 本 塁 打 | 塁 打 | 打 点 | 盗 塁 | 盗 塁 死 | 犠 打 | 犠 飛 | 四 球 | 敬 遠 | 死 球 | 三 振 | 併 殺 打 | 打 率 | 出 塁 率 | 長 打 率 | O P S |
| --------- | --------- | ----- | ----- | ----- | ----- | ----- | -------- | -------- | -------- | ----- | ----- | ----- | -------- | ----- | ----- | ----- | ----- | ----- | ----- | -------- | ----- | -------- | -------- | ----- |
| 1915      | BAL       | 1     | 4     | 3     | 0     | 0     | 0        | 0        | 0        | 0     | 0     | 0     | -        | 0     | -     | 1     | -     | 0     | 0     | -        | .000  | .250     | .000     | .250  |
| 通算：1年 | 通算：1年 | 1     | 4     | 3     | 0     | 0     | 0        | 0        | 0        | 0     | 0     | 0     | -        | 0     | -     | 1     | -     | 0     | 0     | -        | .000  | .250     | .000     | .250  |

- 「-」は公式記録なし。